# Società Sportiva Calcio Giugliano 1997-1998
Questa voce raccoglie le informazioni riguardanti la Società Sportiva Calcio Giugliano nelle competizioni ufficiali della stagione 1997-1998.

## Stagione
Una stagione caratterizzata dalla lunga battaglia con il Campobasso per il primato nel girone G, vinta dal team campano con un solo punto di vantaggio. Al termine del campionato il team gialloblu riesce a vincere anche il titolo nazionale "Scudetto Dilettanti", prima squadra campana a raggiungere tale traguardo.

## Sponsor
Lo sponsor tecnico è Erreà, mentre lo sponsor ufficiale è Giugliano Città della Mela Annurca.

## Rosa
La rosa del Giugliano nel 1997/98:
| N. |                   | Ruolo | Calciatore           |
| -- | ----------------- | ----- | -------------------- |
|    | Italia (bandiera) | P     | Salvatore De Angelis |
|    | Italia (bandiera) | P     | Massimo Gravina      |
|    | Italia (bandiera) | P     | Vincenzo Marruocco   |
|    | Italia (bandiera) | D     | Biagio Grasso        |
|    | Italia (bandiera) | D     | Antonio Martone      |
|    | Italia (bandiera) | D     | Sergio Milo          |
|    | Italia (bandiera) | D     | Gennaro Sardo        |
|    | Italia (bandiera) | D     | Luciano Vigilante    |
|    | Italia (bandiera) | D     | Nunzio Zavarone      |
|    | Italia (bandiera) | C     | Francesco Bianco     |
|    | Italia (bandiera) | C     | Vincenzo Cerbone     |
|    | Italia (bandiera) | C     | Guglielmo Drago      |
|    | Italia (bandiera) | C     | Roberto Genco        |

| N. |                   | Ruolo | Calciatore         |
| -- | ----------------- | ----- | ------------------ |
|    | Italia (bandiera) | C     | Graziano Iscaro    |
|    | Italia (bandiera) | C     | Pasquale Mancini   |
|    | Italia (bandiera) | C     | Giuseppe Monti     |
|    | Italia (bandiera) | C     | Giuseppe Murolo    |
|    | Italia (bandiera) | C     | Giuseppe Orecchia  |
|    | Italia (bandiera) | A     | Domenico Altomonte |
|    | Italia (bandiera) | A     | Luigi Castellone   |
|    | Italia (bandiera) | A     | Walter Chiarella   |
|    | Italia (bandiera) | A     | Giorgio Fecarotta  |
|    | Italia (bandiera) | A     | Antonio Pisani     |
|    | Italia (bandiera) | C     | Angelo Piscitelli  |
|    | Italia (bandiera) | A     | Gennaro Sarnelli   |
|    | Italia (bandiera) | A     | Alessandro Spanò   |

## Risultati

### Campionato

#### Poule scudetto
| Nardò 20 maggio 1998, ore 16:30 CEST Turno preliminare - 2ª giornata | Nardò                      | 0 – 0 | Giugliano | Stadio Granata\| Arbitro: \| Santucci (Reggio Calabria) \| |
| Arbitro:                                                             | Santucci (Reggio Calabria) |       |           |                                                            |

| Arbitro: | Giangrande (L'Aquila) |

|                             |           |             |
| Fecarotta 27’ Fecarotta 33’ | Marcatori | 89’ Adelfio |

| Giugliano in Campania 30 maggio 1998, ore 16:30 CEST Semifinale - Andata | Giugliano | 3 – 0 referto | Borgosesia | Vecchio Stadio Alberto De Cristofaro (1500 spett.) |
| \| \| \| \| \| Pisani 14’ Spanò 22’ Fecarotta 62’ \| Marcatori \| \|     |           |               |            |                                                    |
|                                                                          |           |               |            |                                                    |
| Pisani 14’ Spanò 22’ Fecarotta 62’                                       | Marcatori |               |            |                                                    |

| Arbitro: | Benedetti (Vicenza) |

|            |           |                |
| Siazzu 38’ | Marcatori | 68’ Castellone |

| Arbitro: | Trefoloni (Siena) |

|                            |           |              |
| Fecarotta 1’ Fecarotta 63’ | Marcatori | 29’ Calabria |

| Arbitro: | Mazzoleni (Bergamo) |

|  |           |              |
|  | Marcatori | 58’ Sarnelli |